# Barbu Catargiu
Barbu Catargiu (Bucarest, 26 ottobre 1807 – Bucarest, 8 giugno 1862) è stato un politico rumeno.
Fedele di Alexandru Ioan Cuza, fu da questi nominato presidente del consiglio (1862). Promosse la riforma agraria, ma fu per questo assassinato da sconosciuti.